# ファールーダ

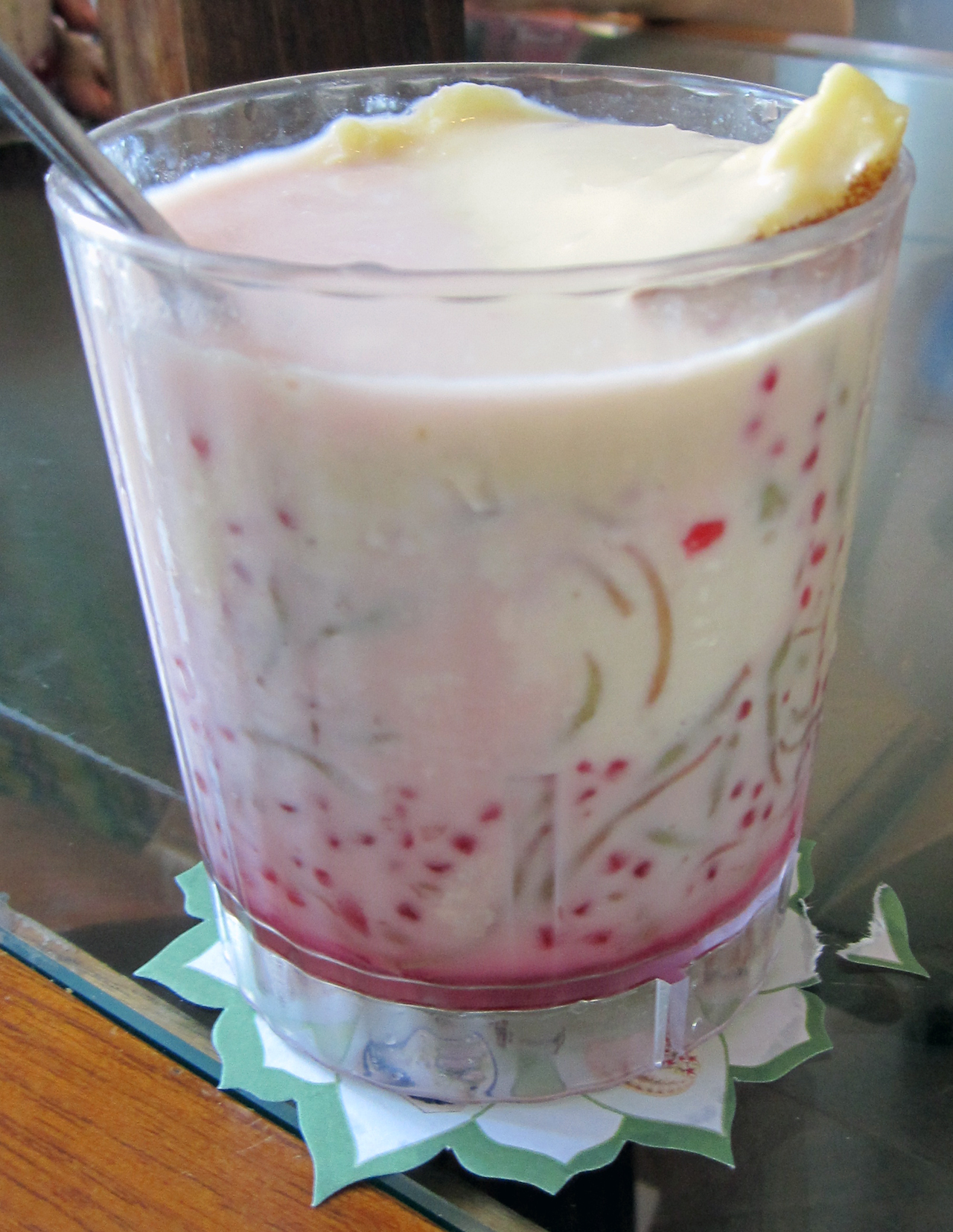
ミャンマーのファールーダ

ファールーダ（ウルドゥー語: فالودہ、ラテン文字：FaloodaもしくはFaluda）はインドやパキスタン、バングラデシュなど南アジアで非常に人気のある、冷たく甘い飲料である。伝統的な作り方では、ローズシロップ、セヴィヤン、オオバコ (ispaghol)、バジルシード、ゼリー片、タピオカを混ぜ、乳や水、アイスクリームを注いで作る。
氷は冬の期間に集める、もしくは山の頂上から運ばれ、ドーム型の構造物の地下部分に当たる大きな部屋（氷室）に保管される。これにより、砂漠地帯の中においてさえも夏季を通して氷が利用可能となる。この利用方法はファールーダのような氷菓を作るために開発された。

## 各地の様々なファールーダ
- インドで作られているファールーダはクルフィ、半透明の白い麺、味付けされたシロップを使用して作るものである。ファールーダの中にはミルクセーキとして提供されるものもある。セヴィヤンという麺は、インドでは通常コムギから作るにもかかわらず、ファールーダに使用するものはクズウコンから採れるデンプンから作る[2]。
- パキスタンでは人気のある飲料であり、特に夏季には非常に人気がある。ラホールから自動車で約40分の地点にあるカスール（英語版）の街は極めて独特なファールーダで有名であり、伝統的に明るい茶色のクリームを主原料として、砂糖のシロップとセヴィヤンを加えて混ぜることで作られる。
- パキスタンや北インドにおいては、ファールーダはアイスクリームのサンデーフロートとして提供されることが多い。また、材料としてはトゥルシーシード、茹でたセヴィヤン、ローズシロップ、乳が使用される。主に夕食後に提供される。
- バングラデシュ南部の海岸で一般的に見られるファールーダはケタキ（タコノキエキス）、ピスタチオ、タピオカ、ココナッツミルク、マンゴーを材料とし、乳、セヴィヤンを加えて作るが、他地域と異なり濃い黒茶を加える事もある。
- ファールーダはタイ料理の飲料nam manglakに非常に似ている。nam manglakは細かく刻んだゼリー、タピオカ、ジュズダマに砂糖、水、ローズシロップを加えて混ぜた料理である。
- イラクのクルド人もまた独自のファールーダを作り、セヴィヤンを多く加える。この飲料は台湾の飲料、タピオカティーに似ている。中でも有名な「アンドレア」は様々なローズシロップを滑らかなミルクと未成熟のタピオカを使用して作る。
- モーリシャスには「アールーダ」（alouda）と呼ばれる飲料があり、これはファールーダという音が転訛したと考えられる。アールーダは材料や味の面でファールーダとほぼ同一である。
- 南アフリカにはファールーダと呼ばれる飲料があり、食事中もしくは食後に飲むためのミルクセーキとして提供されることが多い。
- ラブリー・ファールーダ[3]

## 歴史
ファールーダはイラン発祥の冷菓であり、18世紀前半、ナーディル・シャーの治世にインドへと入ってきたと考えられている。
ファールーダの元となったファールーデ（ペルシア語: پالوده、元はパールーデと呼ばれていた）はコーンスターチから作った薄いセヴィヤンの麺に砂糖から作る半冷凍状態のローズシロップをかけた菓子である。この菓子はライムジュースとともに提供されることが多く、ピスタチオとともに提供されることもある。ファールーデはイランの伝統的な菓子であり、隣国であるパキスタンにおいても同様である。パールーデはイラン・シーラーズ発祥の料理であり、イランではシーラーズ・ファールーデが特に有名である。
パールーデは冷菓の草分けと呼べる存在であり、紀元前400年には既に存在していた。パールーデでは元々滑らかさ（濾過されている状態）が重要であった。イランにおいては、パールーデ（ファールーデ）はアイスクリームショップもしくはファールーデ専用屋台で販売されている。使用されるセヴィヤンはコムギよりもクズウコンから採れるデンプンで作る事が多い。通常はローズシロップを加えるが、味に変化をつけるためサフラン、マンゴー、チョコレート、イチジクで代用されることもある。
こうした冷菓が、インドに伝来して後ファールーダとして発展した。現代では、ファールーダには様々な種類がある。麺状でないものもあれば、果物を混ぜ込んだものもある。現代では、ファールーダはパキスタン、インド、バングラデシュ、スリランカ、ミャンマー、中東で夏季に人気のある飲料となっており、レストランや浜辺の屋台では常時注文可能である。

## 比喩
ファールーダはセヴィヤンという麺を細かく刻んで作ることから、ヒンドゥスターニー語の慣用表現では、時に暗喩表現として使用されることがある。悪評の立った者に対する定型句として、「名誉（イッザト）はファールーダへと変わった」（ヒンディー語: इज़्ज़त का फ़ालूदा、ウルドゥー語: عزت کا فالودہ、名声がズタズタにされる、名声が地に落ちたの意）という文句がある。